# Teatro dell'Ermitage
Il Teatro dell'Ermitage (in russo Эрмитажный театр?, Ėrmitažnyj teatr) a San Pietroburgo, in Russia, è uno dei cinque edifici componenti il complesso da cui prende il nome, affacciandosi anch'esso sulla Neva, presso l'imbarcadero del Palazzo sul lungofiume.

## Storia

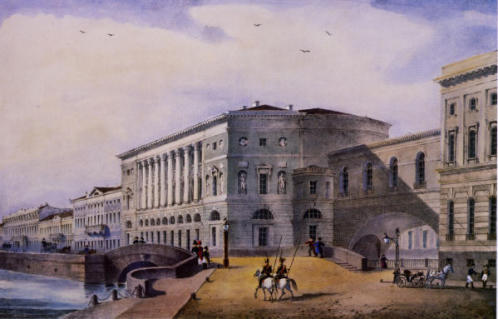
Il teatro ed il ponte in un acquerello del 1824

Progettato come teatro palatino fu costruito tra il 1782 ed il 1785 per volere di Caterina la Grande su progetto di Giacomo Quarenghi, il cui interno è ispirato al Teatro Olimpico di Vicenza. Qui sorgeva già una struttura fatta edificare da Pietro il Grande che venne pertanto demolita in quanto vecchia e cadente, anche se alcune tracce di questa vecchia fondazione sono ancora oggi visibili sul pavimento del pian terreno. Il disegno di Quarenghi per il teatro venne realizzato anche su incisione e venne pubblicato nel 1787, consentendogli di riscuotere il successo delle altre corti europee. Uno dei suoi primi direttori fu l'attore, regista svizzero Jean Aufresne.

## Struttura

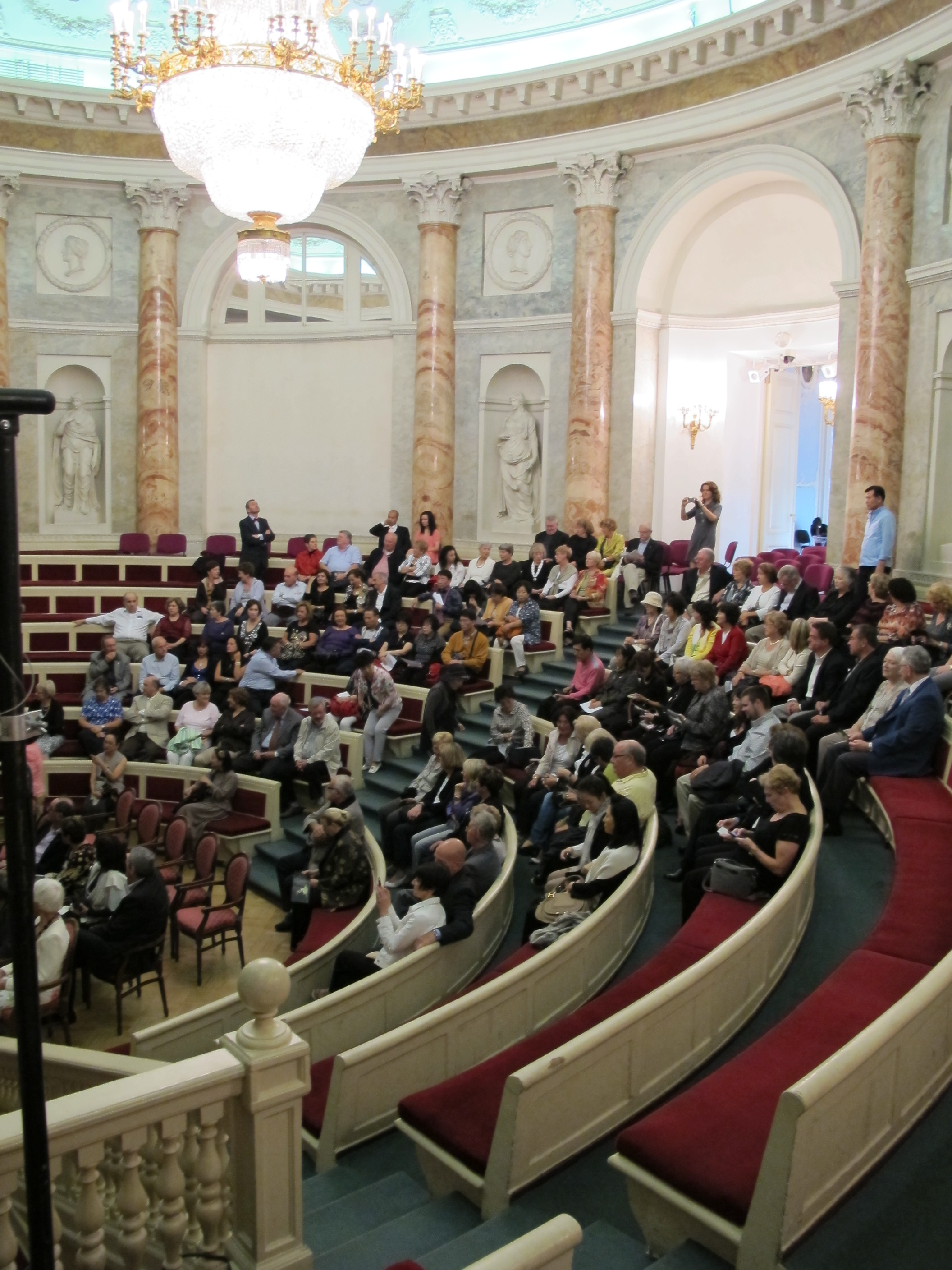
Interno di chiara marca palladiana (foto del 2011)

L'auditorium semicircolare è decorato con marmi colorati e circondato da dieci piccole nicchie che accolgono le statue di Apollo e delle muse. Se l'interno è rimasto praticamente intatto dall'epoca della sua edificazione, non si può però dire la stessa cosa per le scenografie dipinte che vennero create dal torinese Pietro Gonzaga (1751-1831), che andarono perdute durante la rivoluzione russa.

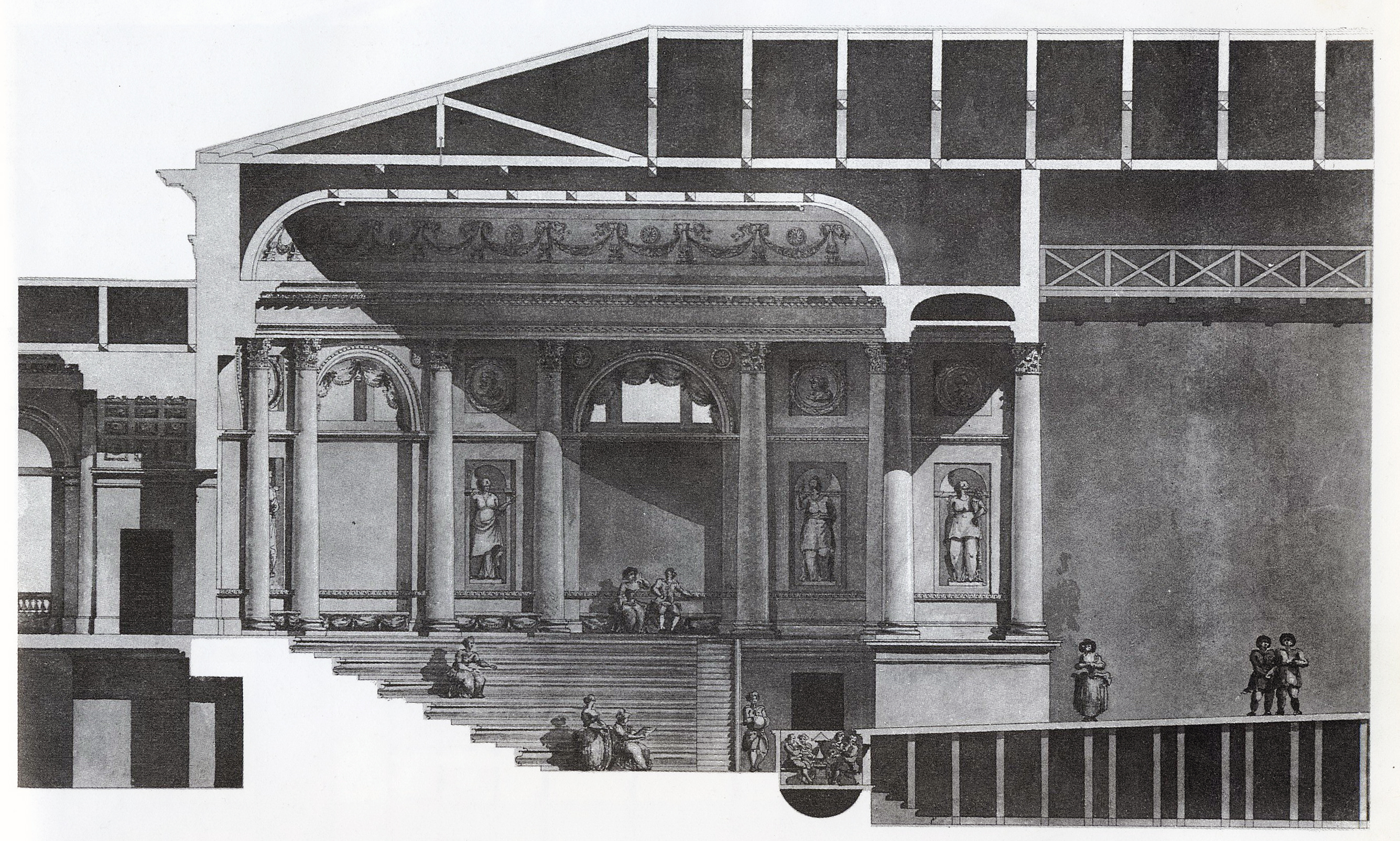
Disegno del progetto del Quarenghi (1783)

La cerimonia ufficiale di apertura ebbe luogo il 22 novembre 1785. L'auditorium poteva accogliere più di 250 spettatori, ma in quella occasione nello specifico il teatro si poteva dire sovraffollato. Solitamente le rappresentazioni venivano eseguite da alcune dozzine di aristocratici attori che erano invitati a prendere parte agli spettacoli dal monarca stesso. Come segno di gratitudine per il buon lavoro svolto nella costruzione del teatro, venne costruita e una loggia separata per Quarenghi e la sua famiglia da dove potevano assistere da una posizione privilegiata agli spettacoli. Solo dal XIX secolo vennero ammessi al teatro di corte anche i corpi diplomatici.
La struttura venne utilizzata ininterrottamente sino alla rivoluzione russa del 1917 e venne visto sempre come un segno di personale gratitudine ai suoi successori lasciato da Caterina II. Ella stessa era una grande appassionata di teatro e fece musicare a Domenico Cimarosa alcuni suoi libretti. L'imperatrice arrivò ad avere circa 15.000 costumi teatrali diversi.
Mathilde Kschessinska, Anna Pavlova e Fyodor Chaliapin furono tra i grandi artisti che recitarono al Teatro dell'Ermitage per Nicola II. Tra i balletti che qui conobbero la loro prima comparsa si ricorda quello di Marius Petipa, l'Harlequinade, nel 1900. I bolscevichi chiusero successivamente il teatro ed utilizzarono la struttura per scopi amministrativi, sino al 1991 quando il teatro venne nuovamente recuperato nella sua forma originaria e si inaugurò una nuova stagione teatrale, recuperando la struttura pienamente.